# Objet primaire (astronomie)
Pour les articles homonymes, voir Objet primaire.
Un corps primaire est, en astronomie, le corps principal, c'est-à-dire le plus massif, d'un système. Les objets orbitant directement autour d'un corps primaire sont des corps secondaires, ceux orbitant autour d'un corps secondaire sont vis-à-vis du primaire des corps tertiaires, etc. On parle aussi d'objet tertiaire pour un objet en orbite autour d'un couple d'objets formant un système double, le plus important de ces deux derniers étant alors le primaire et l'autre le secondaire.

## Exemples

### Système solaire
- Dans le Système solaire, le corps primaire est le Soleil : sa masse représente 99,86 % de celle du système planétaire[1]. Les planètes, planètes naines et petits corps, en orbite directement autour du Soleil, sont les objets secondaires. Les satellites de ces objets secondaires, telle la Lune autour de la Terre, sont des objets tertiaires. On ne connaît pas de satellite de satellite au sein du Système solaire, mais si ceux-ci existaient, ils constitueraient alors des objets de « niveau 4 » dans cette hiérarchie.
  - En ne considérant que le système Terre-Lune par exemple, la Terre devient l'objet primaire et la Lune un objet secondaire.

### Alpha Centauri
- Dans le système stellaire Alpha Centauri, Alpha Centauri A est l'étoile primaire, Alpha Centauri B est la secondaire et Alpha Centauri C (c'est-à-dire Proxima Centauri), en orbite autour du couple formé par les deux premières, est l'étoile tertiaire.
  - En réalité, il semble qu'Alpha Centauri C soit un système qui, en plus d'une étoile, possède aussi une planète. Dans ce sous-système du système Alpha Centauri, l'étoile Alpha Centauri C (Proxima Centauri proprement dit) est alors le corps primaire alors que la planète Alpha Centauri Cb (Proxima b) est un objet secondaire.
    - En descendant encore d'un niveau, si Proxima b possède des satellites, alors ceux-ci seraient des corps secondaires vis-à-vis du corps primaire que constituerait la planète au sein de ce sous-système.